# Riobamba
Riobamba (plným názvem San Pedro de Riobamba) je město v provincii Chimborazo v centrální části Ekvádoru. Toto desáté největší ekvádorské město a hlavní město provincie se nachází ve vzdálenosti 200 km jižně od Quita.

## Historie
Po conquistě Španěl Diego de Almagro založil město v roce 1534 jako první moderní ekvádorské město. V roce 1797 bylo město zcela zničeno zemětřesením, ale bylo znovu vybudováno ve vzdálenosti 14 km od původního místa.